# Regierung Goderich

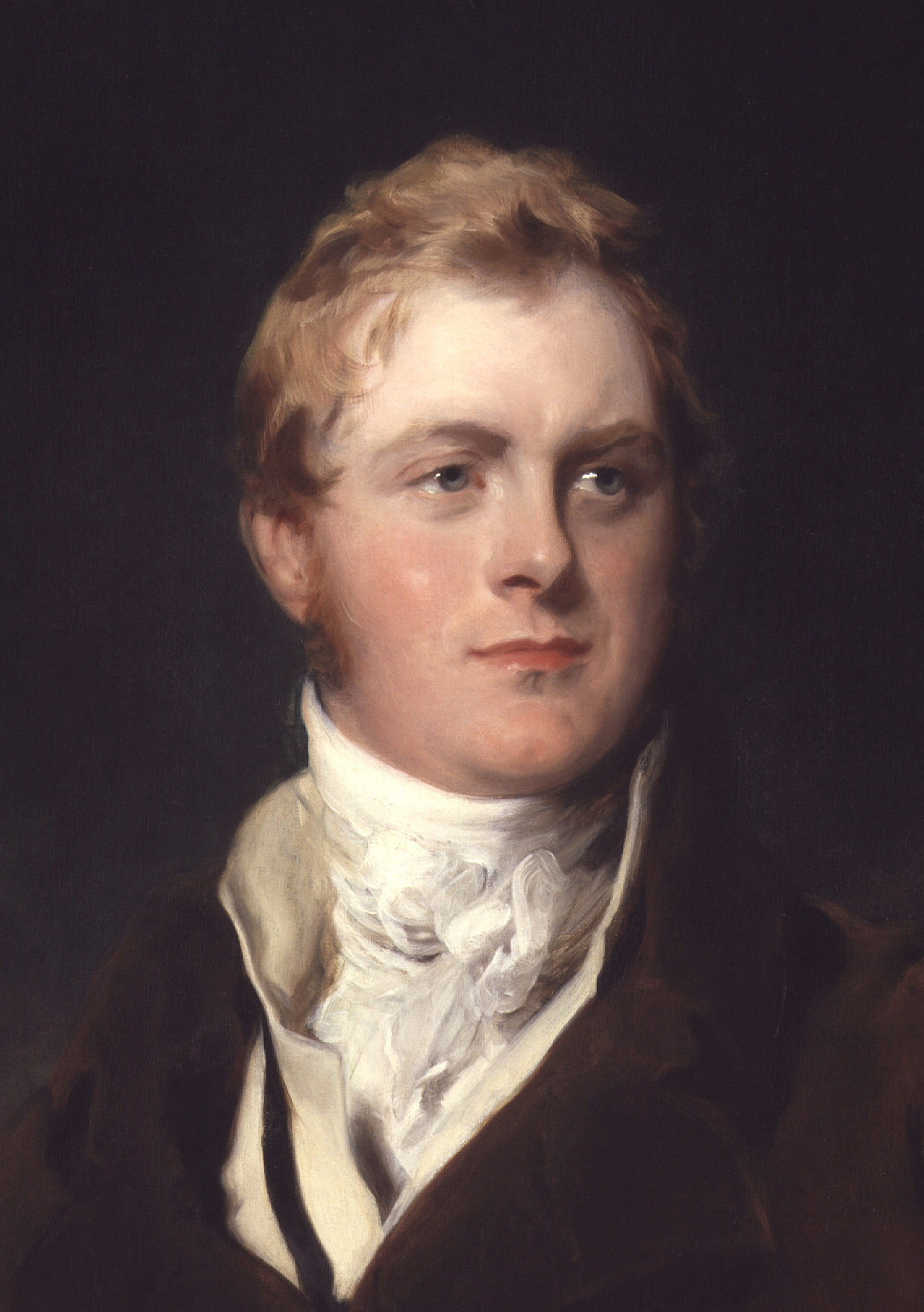
Frederick Robinson, Viscount Goderich war zwischen 1827 und 1828 Premierminister.

Die Regierung Goderich war zwischen 1827 und 1828 die Regierung des Vereinigten Königreichs Großbritannien und Irland. Sie wurde am 31. August 1827 von Premierminister Frederick Robinson, Viscount Goderich gebildet und löste die Regierung Canning ab. Sie blieb bis zum 22. Januar 1828 im Amt, woraufhin die Regierung Wellington gebildet wurde, und bestand als Koalition aus Mitgliedern der konservativen Tories und der liberalen Whigs.
Aus den Unterhauswahlen vom 7. Juni bis zum 12. Juli 1826 gingen die Tories des Earls of Liverpool mit 428 der 658 Abgeordneten als klarer Sieger hervor, während die liberalen Whigs unter der neuen Führung von Henry Petty-Fitzmaurice, 3. Marquess of Lansdowne 198 Sitze bekam und andere nur noch 32 Abgeordnete stellten.

## Kabinettsmitglieder
Dem Kabinett gehörten folgende Mitglieder an:
| Amt                                     | Amtsinhaber                                           | Partei            | Beginn der Amtszeit | Ende der Amtszeit |
| --------------------------------------- | ----------------------------------------------------- | ----------------- | ------------------- | ----------------- |
| Erster Lord des Schatzamtes             | Frederick Robinson, Viscount Goderich                 | Tory              | 31. August 1827     | 22. Januar 1828   |
| Schatzkanzler                           | John Charles Herries                                  | Tory              | 3. September 1827   | 22. Januar 1828   |
| Kanzler des Herzogtums Lancaster        | Nicolas Vansittart                                    | Tory              | 31. August 1827     | 22. Januar 1828   |
| Lordkanzler                             | John Copley, 1. Baron Lyndhurst                       | Tory              | 31. August 1827     | 22. Januar 1828   |
| Lordpräsident des Rates                 | William Cavendish-Scott-Bentinck, 4. Duke of Portland | Tory              | 17. August 1827     | 22. Januar 1828   |
| Lordsiegelbewahrer                      | George Howard, 6. Earl of Carlisle                    | Whig              | 31. August 1827     | 22. Januar 1828   |
| Innenminister                           | Henry Petty-Fitzmaurice, 3. Marquess of Lansdowne     | Whig              | 31. August 1827     | 22. Januar 1828   |
| Außenminister                           | John Ward, 1. Earl of Dudley                          | Tory              | 31. August 1827     | 22. Januar 1828   |
| Minister für Krieg und Kolonien         | Tory                                                  | William Huskisson | 3. September 1827   | 22. Januar 1828   |
| Generalfeldzeugmeister                  | Henry Paget, 1. Marquess of Anglesey                  | Tory              | 31. August 1827     | 22. Januar 1828   |
| Präsident des Handelsamtes              | Charles Grant                                         | Whig              | 4. September 1827   | 22. Januar 1828   |
| Präsident des Kontrollamtes             | Charles Williams-Wynn                                 | Tory              | 31. August 1827     | 22. Januar 1828   |
| Erster Kommissar für Wälder und Forsten | William Sturges-Bourne                                | Tory              | 31. August 1827     | 22. Januar 1828   |
| Staatssekretär im Kriegsministerium     | Henry Temple, 3. Viscount Palmerston                  | Whig              | 31. August 1827     | 22. Januar 1828   |